# Антродия
Антро́дия (лат. Antrodia) — род грибов, входящий в семейство Фомитопсисовые (Fomitopsidaceae) порядка Полипоровые (Polyporales). Внешне плодовые тела грибов этого рода бывают почти неотличимы от представителей рода Дипломитопорус (Diplomitoporus), однако антродии вызывают бурую гниль, а дипломитопорусы — белую.

## Описание
Плодовые тела однолетние, реже многолетние, обычно распростёртые, иногда шляпочные, окрашенные в светлые тона — белые, желтоватые, буроватые, жёсткие.
Гифальная система димитическая, генеративные гифы с пряжками, скелетные обычно неокрашенные и неамилоидные, иногда амилоидные. Цистиды отсутствуют, у некоторых видов имеются немногочисленные цистидиолы. Споры аллантоидные или эллиптические, с тонкими гладкими стенками, неамилоидные.

## Ареал и экология
Род обладает космополитичным ареалом (то есть встречается на всех континентах). Большая часть видов вызывает бурую гниль хвойных деревьев, некоторые — лиственных.

## Таксономия

### Название
Название Antrodia происходит от др.-греч. άντρον.

### Синонимы
- Amyloporia Bondartsev & Singer ex Singer, 1944
- Cartilosoma Kotl. & Pouzar, 1958
- Coriolellus Murrill, 1905

### Виды
По данным 10-го издания Словаря грибов, род Антродия включает 46 видов.
- Antrodia albida (Fr.) Donk, 1966
- Antrodia albobrunnea (Romell) Ryvarden, 1973 — Антродия бело-бурая
- Antrodia alpina (Litsch.) Gilb. & Ryvarden, 1985
- Antrodia aurantia Lodge, Ryvarden & Perd.-Sánch., 2001
- Antrodia bambusicola Y.C.Dai & B.K.Cui, 2011
- Antrodia bondartsevae Spirin, 2002
- Antrodia camphorata (M.Zang & C.H.Su) Sheng H.Wu, Ryvarden & T.T.Chang, 1997
- Antrodia carbonica (Overh.) Ryvarden & Gilb., 1984
- Antrodia cinnamomea T.T.Chang & W.N.Chou, 1995
- Antrodia citrina Bernicchia & Ryvarden, 2005
- Antrodia conchata Lloyd ex D.A.Reid, 1974
- Antrodia crassa (P.Karst.) Ryvarden, 1973 — Антродия толстая
- Antrodia daedaleiformis (Henn.) Ryvarden, 1980
- Antrodia eutelea (Har. & Pat.) Ryvarden, 1983
- Antrodia ferox (Long & D.V.Baxter) Gilb. & Ryvarden, 1985
- Antrodia gossypium (Speg.) Ryvarden, 1973 — Антродия ватообразная
- Antrodia heteromorpha (Fr.) Donk, 1966 — Антродия изменчивая
- Antrodia hingganensis Y.C.Dai & Penttillä, 2006
- Antrodia hippophaës (Bres.) Ryvarden, 1988
- Antrodia huangshanensis Y.C.Dai & B.K.Cui, 2011
- Antrodia infirma Renvall & Niemelä, 1992 — Антродия ослабленная
- Antrodia juniperina (Murrill) Niemelä & Ryvarden, 1975
- Antrodia lalashana T.T.Chang & W.N.Chou, 1998
- Antrodia lenis (P.Karst.) Ryvarden, 1973
- Antrodia leucaena Y.C.Dai & Niemelä, 2002
- Antrodia macra (Sommerf.) Niemelä, 1985 — Антродия крупная
- Antrodia macrospora Bernicchia & De Domincis, 1990
- Antrodia madronae Vlasák & Ryvarden, 2012
- Antrodia malicola (Berk. & M.A.Curtis) Donk, 1966
- Antrodia mellita Niemelä & Penttillä, 1992 — Антродия медовая
- Antrodia minuta Spirin, 2007
- Antrodia multipapillata (Corner) T.Hatt., 2003
- Antrodia novae-zelandiae P.K.Buchanan & Ryvarden, 2000
- Antrodia oleracea (R.W.Davidson & Lombard) Ryvarden, 1980
- Antrodia pini-cubensis Vampola, Kotl. & Pouzar, 1994
- Antrodia porothelioides (Berk. & M.A.Curtis ex Cooke) Ryvarden, 1988
- Antrodia primaeva Renvall & Niemelä, 1992
- Antrodia pseudosinuosa A.Henrici & Ryvarden, 1997
- Antrodia pulvinascens (Pilát) Niemelä, 1985 — Антродия подушкообразная
- Antrodia ramentacea (Berk. & Broome) Donk, 1966
- Antrodia rhizomorpha (Bagchee) J.R.Sharma, 2000
- Antrodia rupamii Virdi, 1992
- Antrodia salmonea T.T.Chang & W.N.Chou, 2004
- Antrodia sandaliae Bernicchia & Ryvarden, 2001
- Antrodia serialiformis Kout & Vlasák, 2009
- Antrodia serialis (Fr.) Donk, 1966 — Трутовик рядовой, или антродия рядовая
- Antrodia sinuosa (Fr.) P.Karst., 1881 — Белый домовый гриб, или антродия извилистая
- Antrodia sitchensis (D.V.Baxter) Gilb. & Ryvarden, 1985 — Антродия ситкинская
- Antrodia sordida Ryvarden & Gilb., 1984 — Антродия грязная
- Antrodia squamosella Bernicchia & Ryvarden, 1996
- Antrodia stratosa (J.E.Wright & J.R.Deschamps) Rajchenb., 1983
- Antrodia taxa T.T.Chang & W.N.Chou, 1999
- Antrodia variiformis (Peck) Donk, 1966
- Antrodia wangii Y.C.Dai & H.S.Yuan, 2006
- Antrodia xantha (Fr.) Ryvarden, 1973 — Антродия золотистая